# Péter Czvitkovics
Dans le nom hongrois Czvitkovics Péter, le nom de famille précède le prénom, mais cet article utilise l’ordre habituel en français Péter Czvitkovics, où le prénom précède le nom.
Péter Czvitkovics (hongrois : Czvitkovics Péter [ˈtsvitkovitʃ ˌpeːtɛr]), né le 10 février 1983, est un footballeur hongrois. Il joue au poste de milieu offensif avec l'équipe hongroise du Debrecen VSC.

## Biographie

### En club
Péter Czvitkovics commence le football dans le club hongrois du FC Fehérvár en 1997. Il reste un an dans ce club et se fait rapidement recruter en 1998 dans le club de la capitale : le MTK Hungária FC.
Il débute très tôt avec l'effectif professionnel du club dès la saison 1998-1999, où il joue trois matchs en Soproni Liga. Il devient très vite titulaire au sein du milieu de terrain du club. Il reste 10 saisons dans le club, il remporte trois titres de champions, une Coupe de Hongrie et une Supercoupe
En 2007, Péter change de club et signe pour Debrecen VSC où il est également un titulaire indiscutable. Après avoir gagné une Coupe de Hongrie en 2008, et un championnat en 2009, il découvre la Ligue des champions. Après avoir disputé 6 matchs qualificatifs pour un but, Debrecen VSC se qualifie pour la phase de groupe. Le 16 septembre 2009, il joue son premier match contre Liverpool FC (0-1).
Le 20 octobre 2009, contre la Fiorentina (3-4) il marque son premier but dans la compétition. Lors de la phase de groupe, il joue l'intégralité des 6 matchs de son équipe.
En 2011, il signe en faveur du club belge du KV Courtrai. L'année suivante, il rentre au pays et signe en faveur de Debrecen VSC.

### En équipe nationale
Le 11 octobre 2006, Péter Czvitkovics honore sa première sélection avec la Hongrie contre Malte (1-2) en entrant en jeu à la 60e minute à la place de son compatriote Imre Szabics.

## Palmarès
| - MTK Hungária FC - Coupe de Hongrie - Vainqueur : 1998 et 2000. - Championnat de Hongrie - Champion : 1999 et 2003. - Vice-champion : 2000 et 2007 - Supercoupe de Hongrie - Vainqueur : 2003 et 2008. |  | - Debrecen VSC - Coupe de Hongrie - Vainqueur : 2008 et 2010. - Championnat de Hongrie - Champion : 2009 et 2010. - Vice-Champion : 2008. - Supercoupe de Hongrie - Vainqueur : 2009 et 2010. - Finaliste : 2008. |

## Carrière
| Saison    | Club            | Pays           | Championnat         | Coupe nationale  | Coupe continentale                     | Sélection Hongrie |
| --------- | --------------- | -------------- | ------------------- | ---------------- | -------------------------------------- | ----------------- |
| 1998-1999 | MTK Hungária FC | Soproni Liga   | 3 matchs            | ?                | -                                      | -                 |
| 1999-2000 | MTK Hungária FC | Soproni Liga   | 1 match             | ?                | -                                      | -                 |
| 2000-2001 | MTK Hungária FC | Soproni Liga   | 4 matchs / 1 but    | ?                | -                                      | -                 |
| 2001-2002 | MTK Hungária FC | Soproni Liga   | 25 matchs / 4 buts  | ?                | -                                      | -                 |
| 2002-2003 | MTK Hungária FC | Soproni Liga   | 29 matchs / 4 buts  | ?                | -                                      | -                 |
| 2003-2004 | MTK Hungária FC | Soproni Liga   | 19 matchs / 4 buts  | ?                | 4 matchs (C3)                          | -                 |
| 2004-2005 | MTK Hungária FC | Soproni Liga   | 17 matchs / 2 buts  | ?                | -                                      | -                 |
| 2005-2006 | MTK Hungária FC | Soproni Liga   | 30 matchs / 10 buts | ?                | -                                      | -                 |
| 2006-2007 | MTK Hungária FC | Soproni Liga   | 29 matchs / 2 buts  | ?                | -                                      | 1 match           |
| 2007-2008 | Debrecen VSC    | Soproni Liga   | 20 matchs / 6 buts  | ?                | 1 match (C1)                           | -                 |
| 2008-2009 | Debrecen VSC    | Soproni Liga   | 24 matchs / 7 buts  | 3 matchs         | 3 matchs (C3)                          | -                 |
| 2009-2010 | Debrecen VSC    | Soproni Liga   | 28 matchs / 10 buts | 4 matchs / 1 but | 12 matchs / 2 buts (C1)                | -                 |
| 2010-2011 | Debrecen VSC    | Soproni Liga   | 25 matchs / 10 buts | 1 match          | 4 matchs (C1) + 8 matchs / 2 buts (C3) | 7 matchs          |
| 2011-2012 | KV Courtrai     | Jupiler League | 19 matchs / 3 buts  | 3 matchs         | -                                      | 2 matchs          |

Dernière mise à jour le 17 juin 2012